# Anton Koberger
Anton Koberger (Norimberga, 1440 circa – Norimberga, 3 ottobre 1503) è stato un orafo, tipografo e libraio tedesco.
Pubblicò le Cronache di Norimberga di Hartmann Schedel, uno degli incunaboli più importanti e fu rivenditore di libri di altri stampatori. Nel 1470 aprì la prima stamperia di Norimberga. Koberger era il padrino di Albrecht Dürer, la cui famiglia viveva nella stessa sua via.

## Biografia

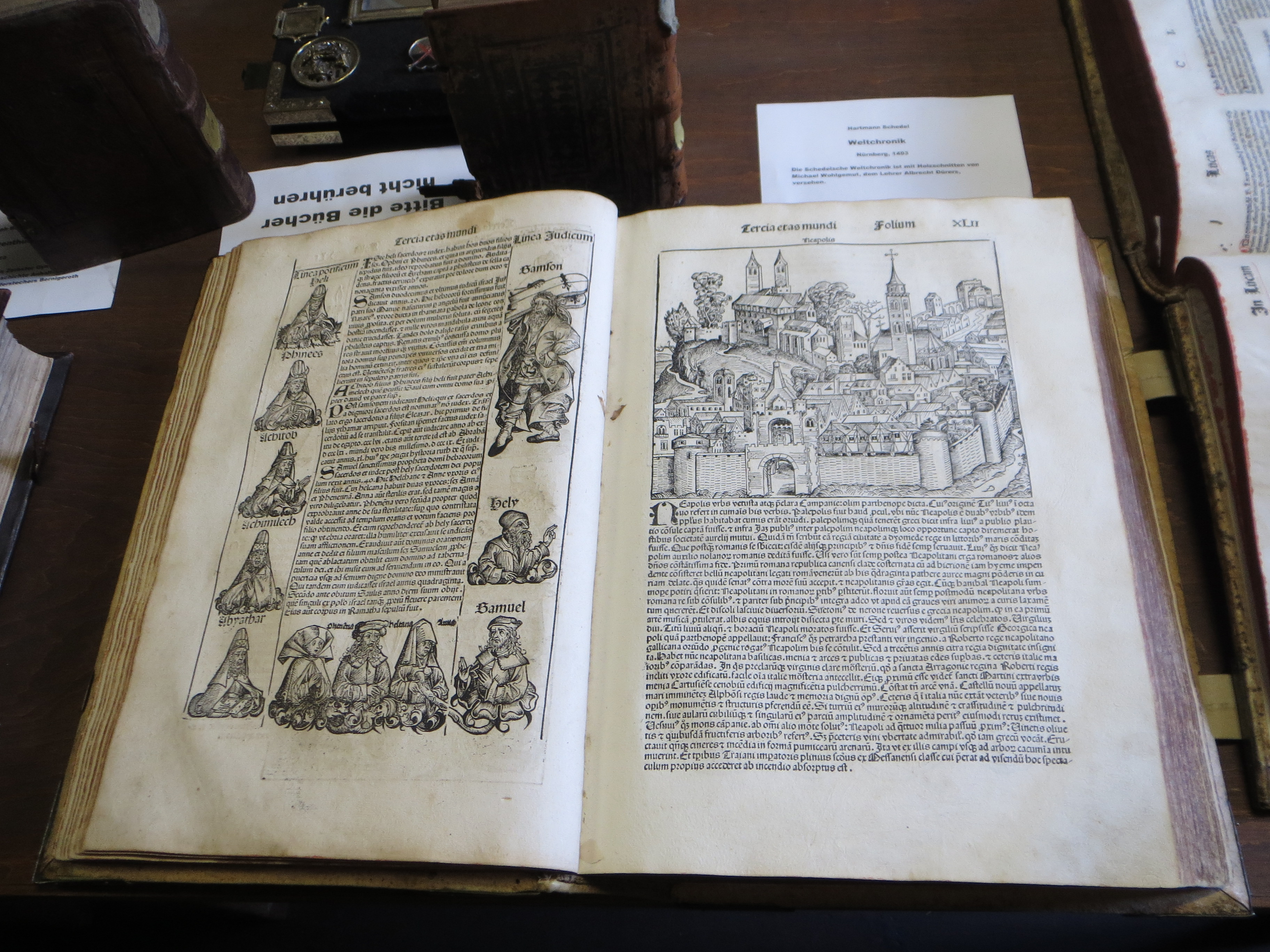
Le Cronache di Norimberga

Anton Koberger nacque in una famiglia di fornai benestanti di Norimberga, nel 1464 appare per la prima volta nella lista dei cittadini di Norimberga. Nel 1470 sposò Ursula Ingram, figlia di un mercante ben avviato. Rimasto vedovo, si risposò nel 1491 con una nobile della città, Margarete Holzschuher (1470–1539), figlia del consigliere Gabriel Holzschuher. La moglie era anche cugina del consigliere Hieronymus Holzschuher, che sarà ritratto da Dürer nel 1526.
Nel 1470 cessò la sua attività di orefice per divenire stampatore. Divenne presto lo stampatore di maggior successo in Germania, assorbendo le imprese dei suoi rivali per dare vita a una grande impresa capitalistica, con ventiquattro torni a stampa operativi, che gli permettevano di lavorare a diverse opere simultaneamente con l'ausilio di 100 operai all'apice dell'espansione: stampatori, compositori, fonditori di caratteri, miniatori e così via. Migliorando costantemente la redditività della casa editrice, inviò agenti e stabilì relazioni commerciali con librai di tutte le città dell'Europa occidentale, fra cui Venezia, l'altro grande centro della stampa europea del XV secolo, Milano, Parigi, Lione, Vienna e Budapest. Acquisì due cartiere per la fornitura di materia prima.
Fu padre di venticinque figli, di cui tredici giunsero all'età adulta. Probabilmente fu il committente della Madonna Haller di Dürer, dono per la figlia Ursula che andò sposa a Wolf Haller, della nobile famiglia degli Haller von Hallerstein. Wolf Haller dapprima entrò in società con il suocero come assistente e agente di viaggio, ma dopo alcuni anni i rapporti con il suocero si interruppero e fuggì a Vienna, ove morì nel 1505.
La casa editrice di Koberger sopravvisse al suo fondatore, ma solo fino al 1526. I molti figli si dimostrarono chi improvvido nello spendere, chi incapace di gestire e tutti fra loro in disaccordo. Alcuni proseguirono la prima attività paterna di orefice e gioielliere. L'ultima opera nota è la Bibbia ceca, stampata nel 1540 da Melchior Koberger con l'editore Leonhard Milchtaler.

## Opere principali

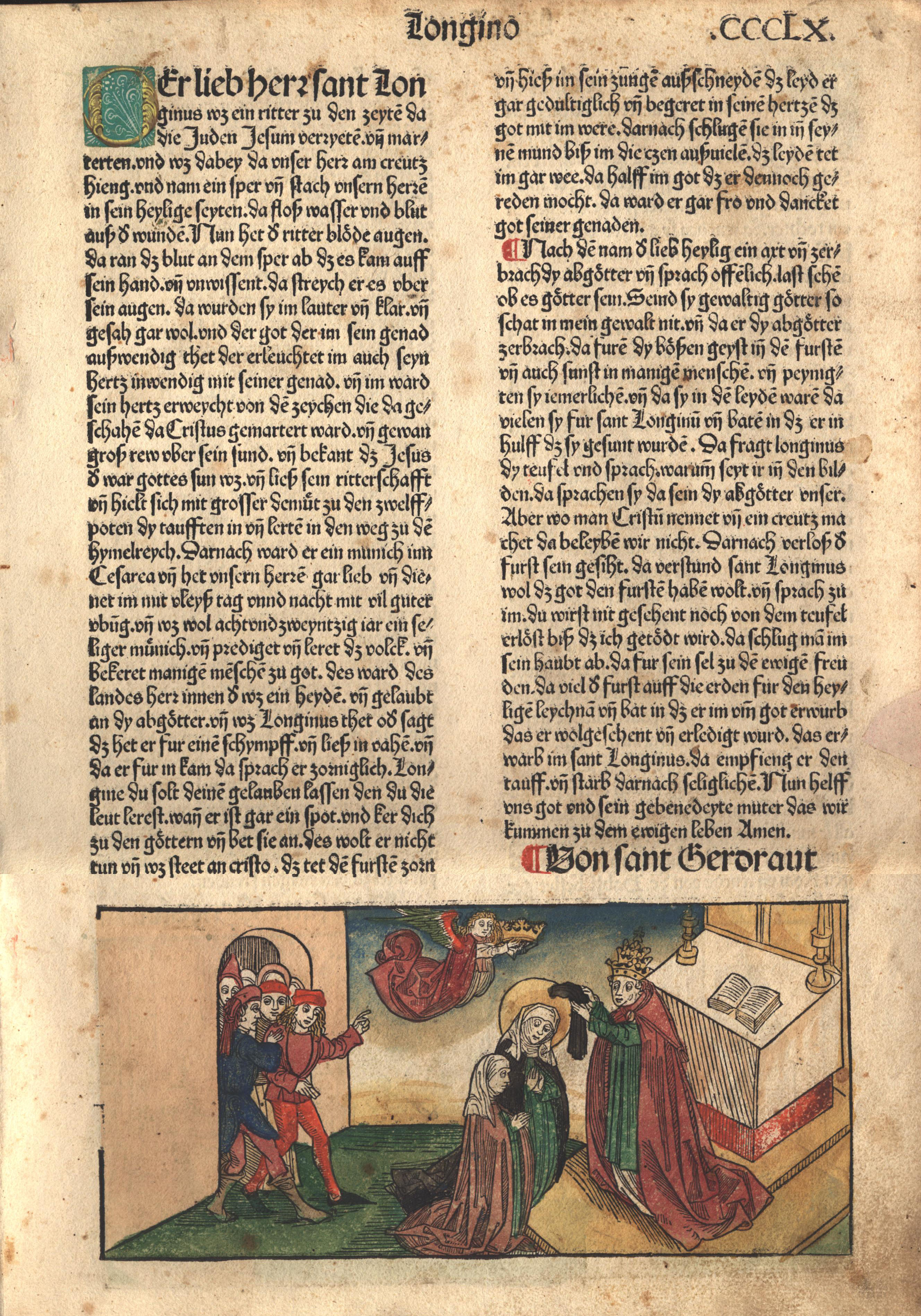
Pagina in-folio dalla "Legenda Aurea" stampata da Anton Koberger nel 1488.

Delle molte opere edite da Koberger fra il XV e il XVI secolo, tre sono le più importanti. Stampò un'edizione illustrata della Bibbia in alto tedesco nel 1483, completa di molte xilografie notevoli. Il testo è tratto dalla prima Bibbia tedesca stampata da Günther Zainer negli anni 1470. Nonostante ciò che comunemente si pensa, la traduzione di Martin Lutero del XVI secolo in basso tedesco, cioè in un tedesco popolare, non fu infatti la prima Bibbia tedesca, preceduta di circa 50 anni dalla Bibbia di Zainer, stampata da Koberger poco più tardi. Koberger stampò anche un'edizione della Legenda Aurea di Jacopo da Varagine nel 1488, libro anche questo illustrato da xilografie di santi. Il suo capolavoro furono le Cronache di Norimberga del 1492, probabilmente l'incunabolo con più illustrazioni. Furono stampate copie sia in tedesco sia in latino. L'opera ebbe grande diffusione, gli studiosi ritengono che avesse una delle tirature più grandi dell'epoca. Proprio per la grande diffusione, non tardarono ad apparire sul mercato copie pirata.

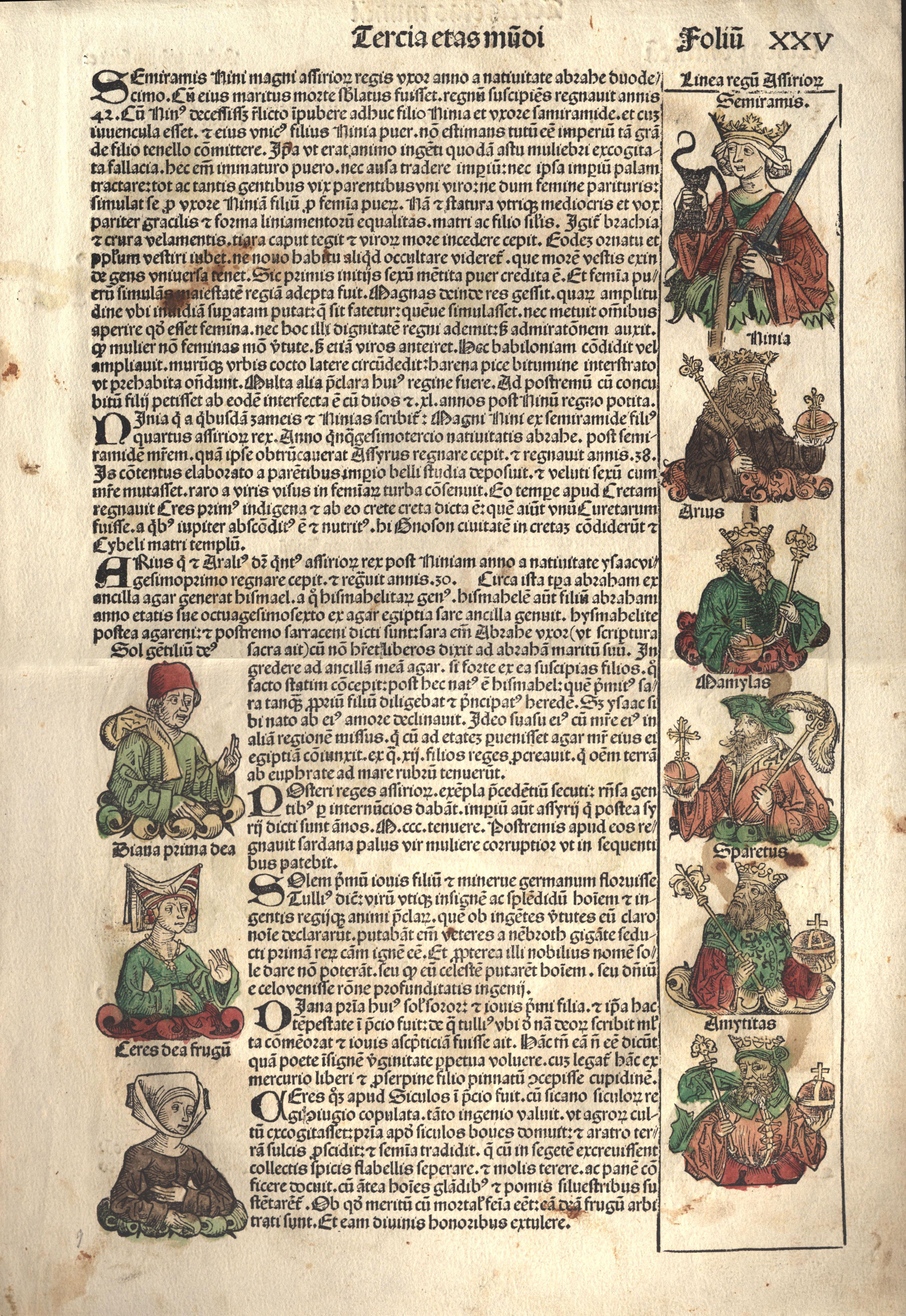
Una pagina delle Cronache di Norimberga, foglio 25 (pagina 49) stampata da Anton Koberger nel 1492 circa.